# Torre y ermita de Castro Rubio
La torre y ermita de Castro Rubio (también Castrorrubio, Castarroyo, Castarruyo) o está situada en Sandoval de la Reina, en la provincia de Burgos, España.

## Toponimia
Castro Rubio o Castrorrubio y, en Sandoval, Castarruyo y Castarroyo, deriva de castro, poblado fortificado prerromano, calificado de rúbeo por el color rojizo del terreno de su asiento.
El terreno de Castro Rubio era reducido. Lindaba con el de Villusto, Tapia, Villanueva de Odra y Sandoval de la Reina, pueblos circunvecinos.

## Descripción
La torre de vigilancia o defensiva sirvió posteriormente de iglesia del pueblo, y como ermita cuando quedó despoblado en el siglo XVI. La techumbre y una de sus paredes se hundieron y solo se mantuvieron la fachada con su portada de sólidos sillares, parte de las paredes norte y sur de mampostería, y la pared este de adobes y sillares. La piedra del altar, muy meteorizada, se trasladó a un lugar diferente. En sus sillares se observan distintas marcas de cantería. Su pila bautismal, románica y catalogada, se encuentra en la iglesia de San Pedro, de Sandoval de la Reina.
En el deslinde del amillaramiento de 1947 consta que edificio y finca en que se ubica son propiedad de la Junta Vecinal de Sandoval de la Reina (entonces municipio), pues figura como propietaria.

## Advocación
Iglesia y ermita estaban dedicadas a San Martín, cuya imagen fue robada. Hasta los años 1970, cada año, por la fiesta del santo (11 de noviembre), se hacía una romería a la ermita, situada a unos 2 km del pueblo.
El martes anterior a la fiesta de la Ascensión (que cae en jueves), por la mañana, se iba en procesión a la ermita, con el párroco cantando las letanías. El cura ponía en aquel alto (como se hacía en otros por esos días) unas cruces para conjurar plagas y tormentas.

## Amenazas
El adobe se deshacía, produciendo hundimientos. Carecía de protección y estaba amenazada de expolio y vandalismo. Esta situación se prolongó y agravó entre 1971 y 2010, año este último en que se iniciaron los trámites para su recuperación arquitectónica.

## Recuperación

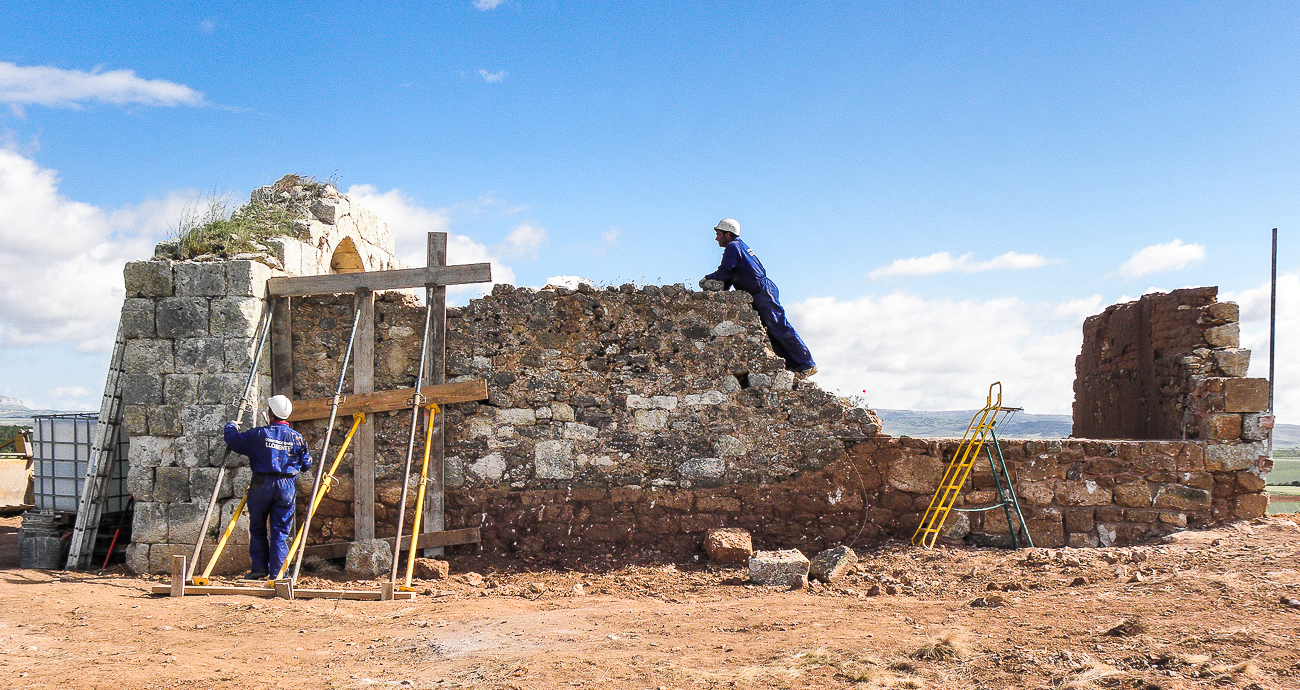
Ermita de Castro Rubio o Castrorruyo en obras de recuperación (2012).

Entre 2010 y 2012 se desarrolló un proyecto de recuperación concluido con éxito en octubre de 2012 con la entrega simbólica y física de la llave al alcalde pedáneo de Sandoval de la Reina.

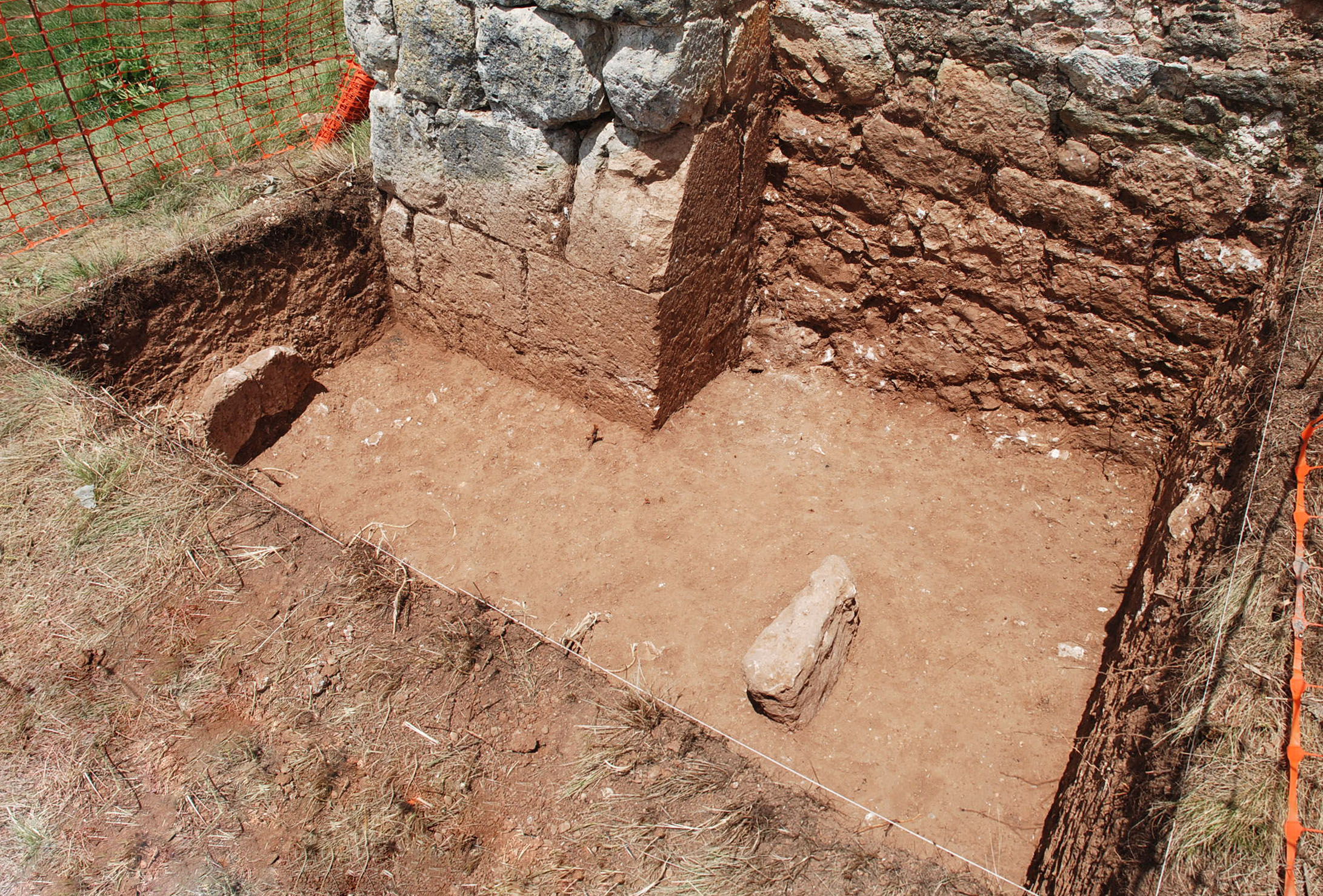
Proceso de excavación en el exterior de la fachada oeste.
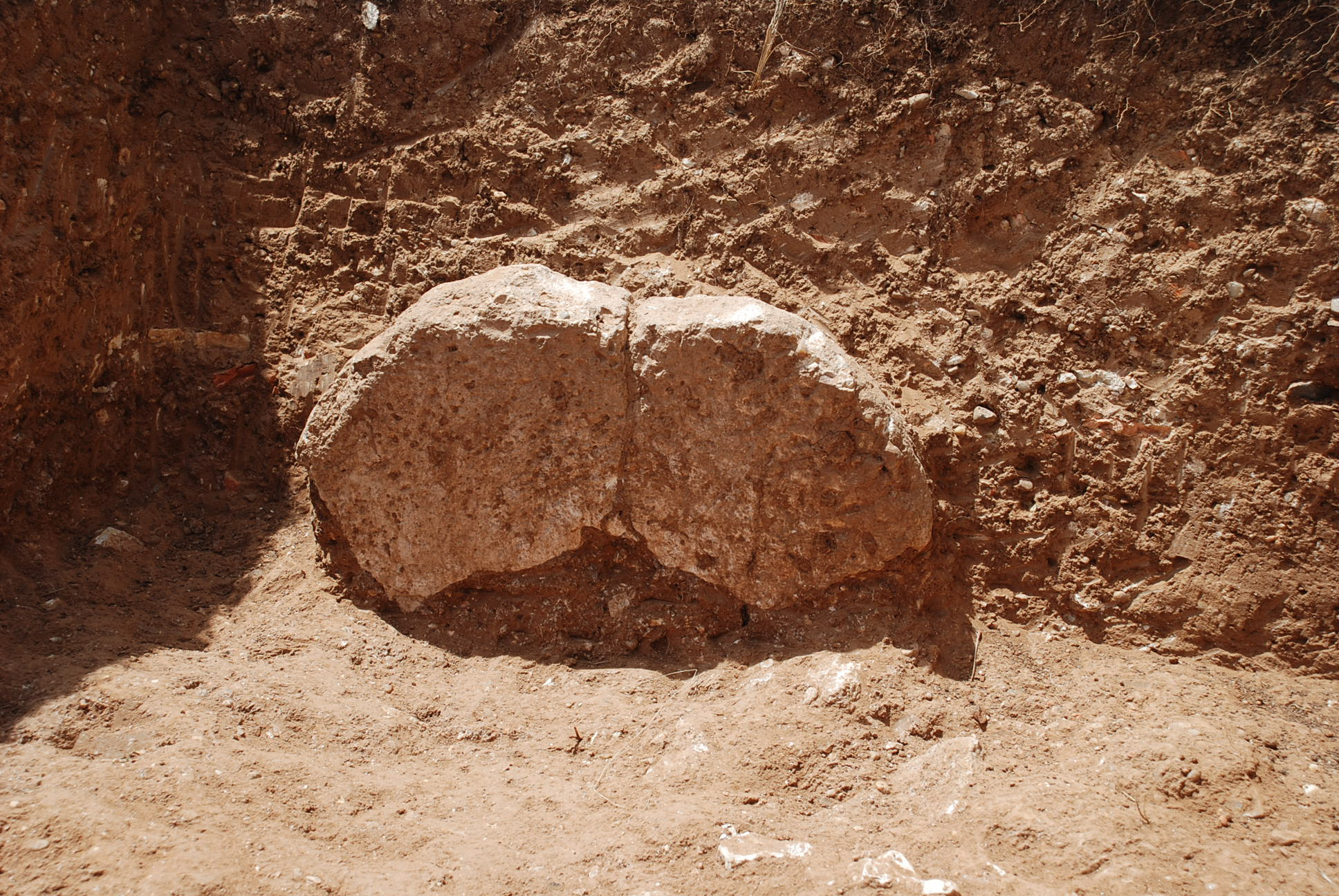
Estela de una de las tumbas descubiertas.
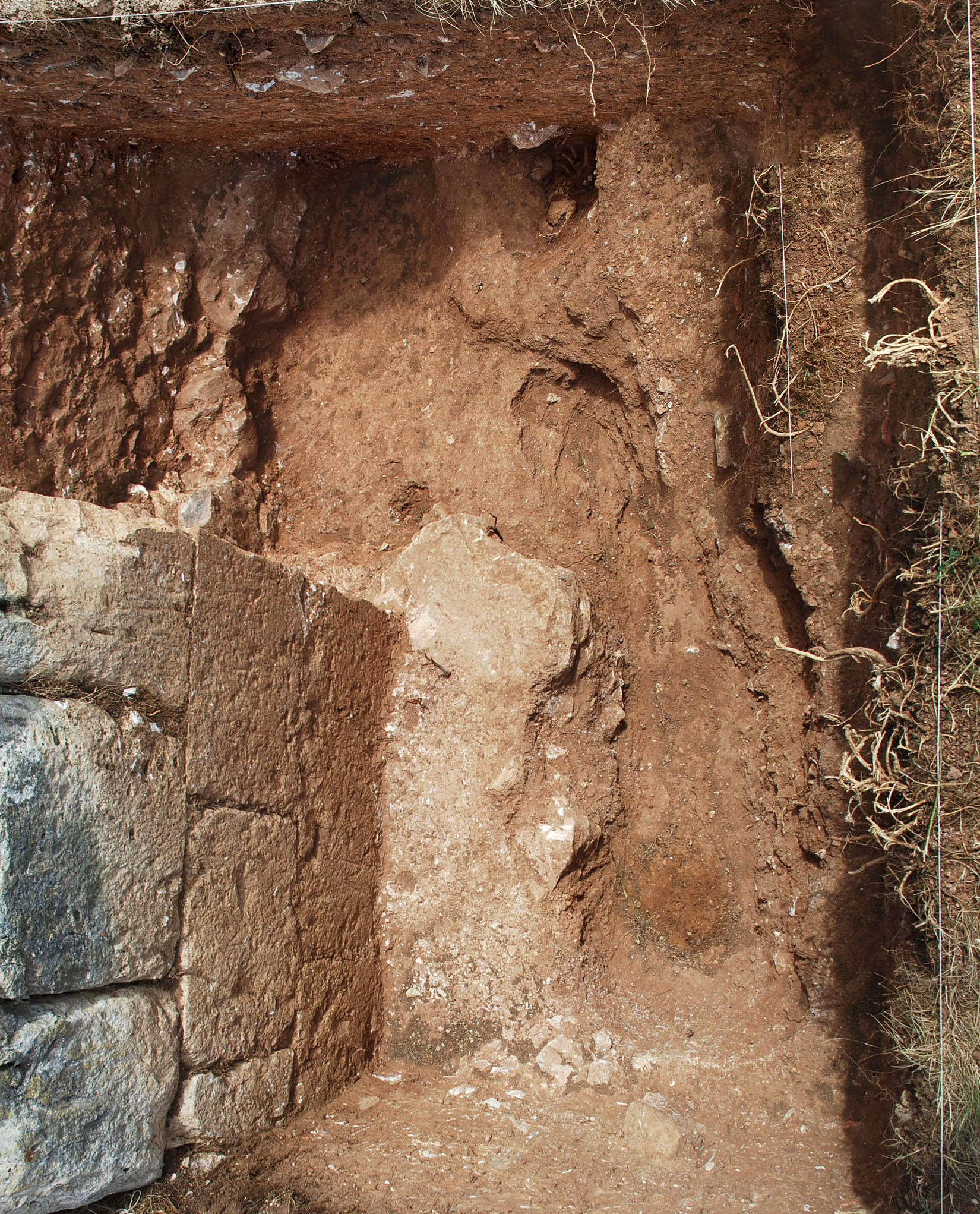
Vista de la cata exterior una vez terminada de excavar.
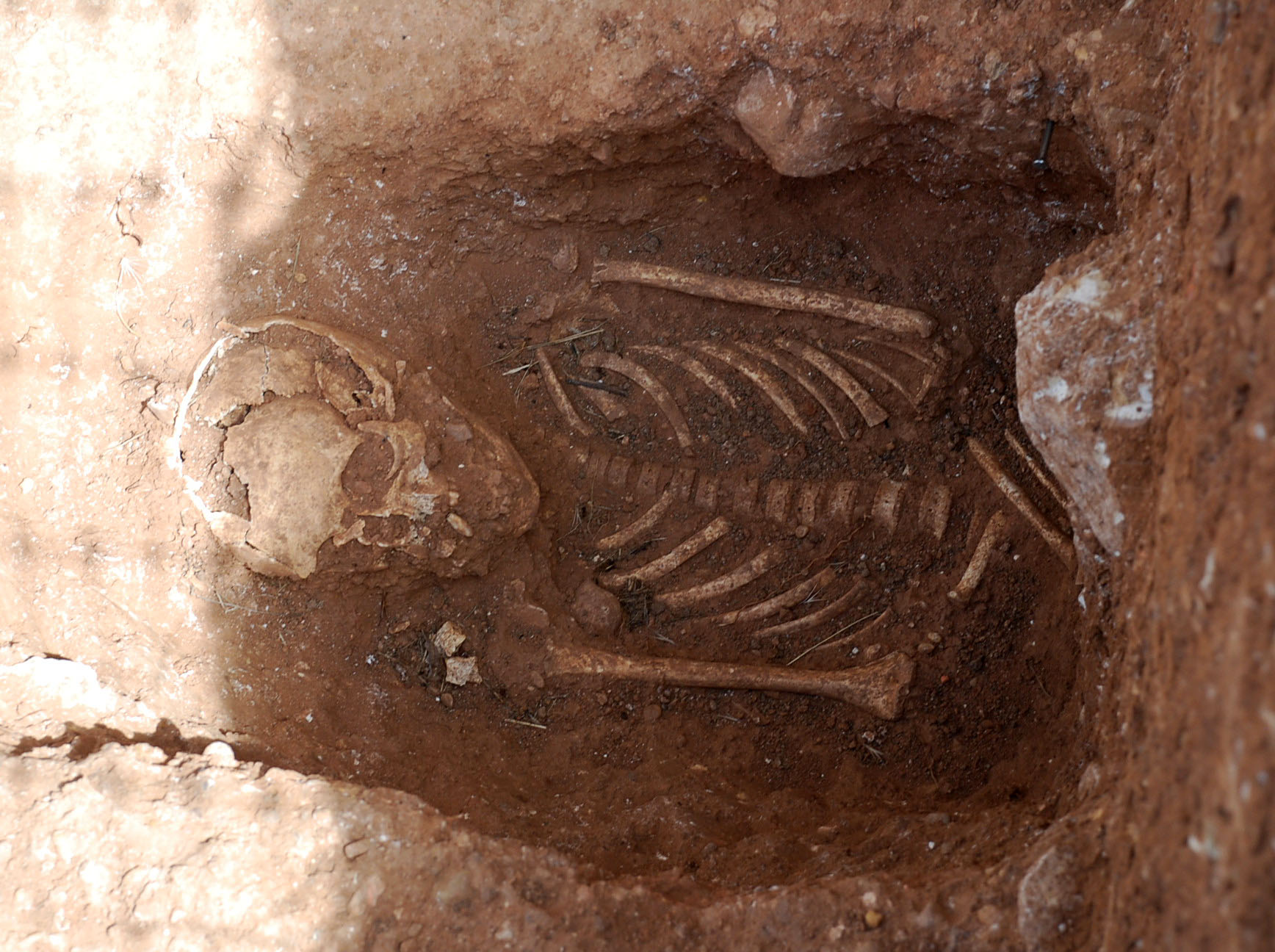
Detalle de uno de los cuerpos encontrados en la cata exterior.
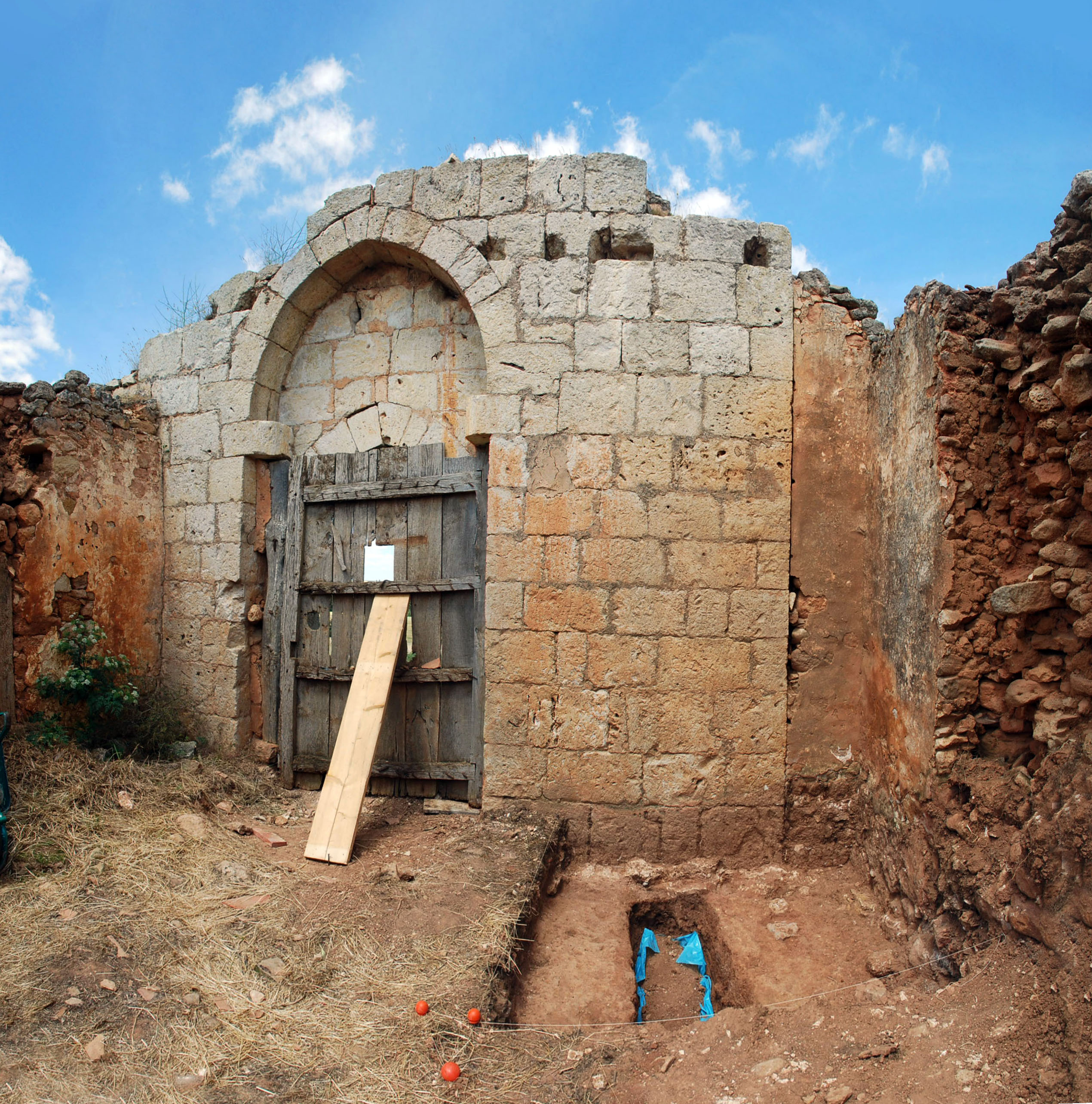
Interior de la ermita durante las excavaciones.

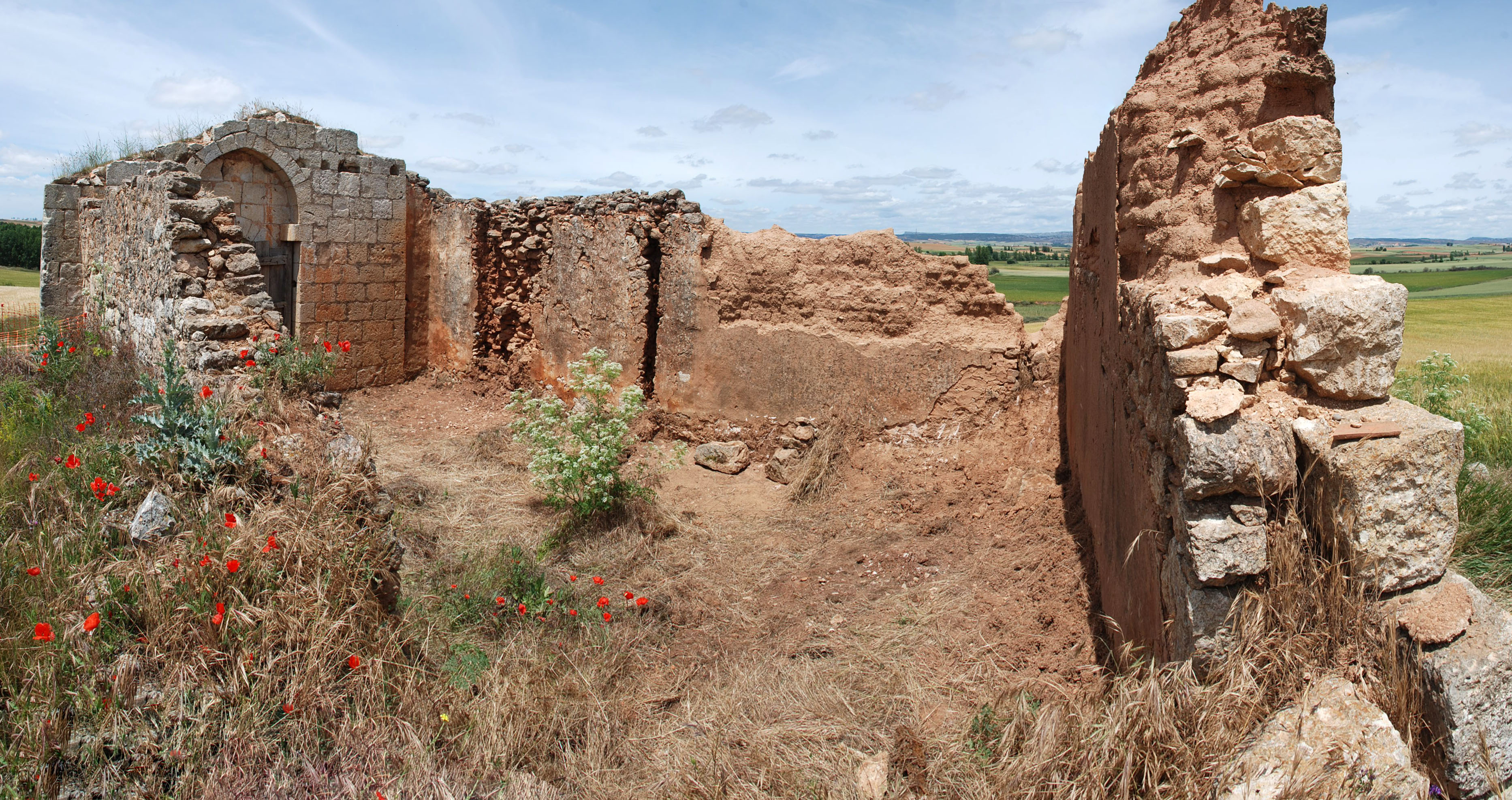
Otra vista del interior sin habilitar aún.
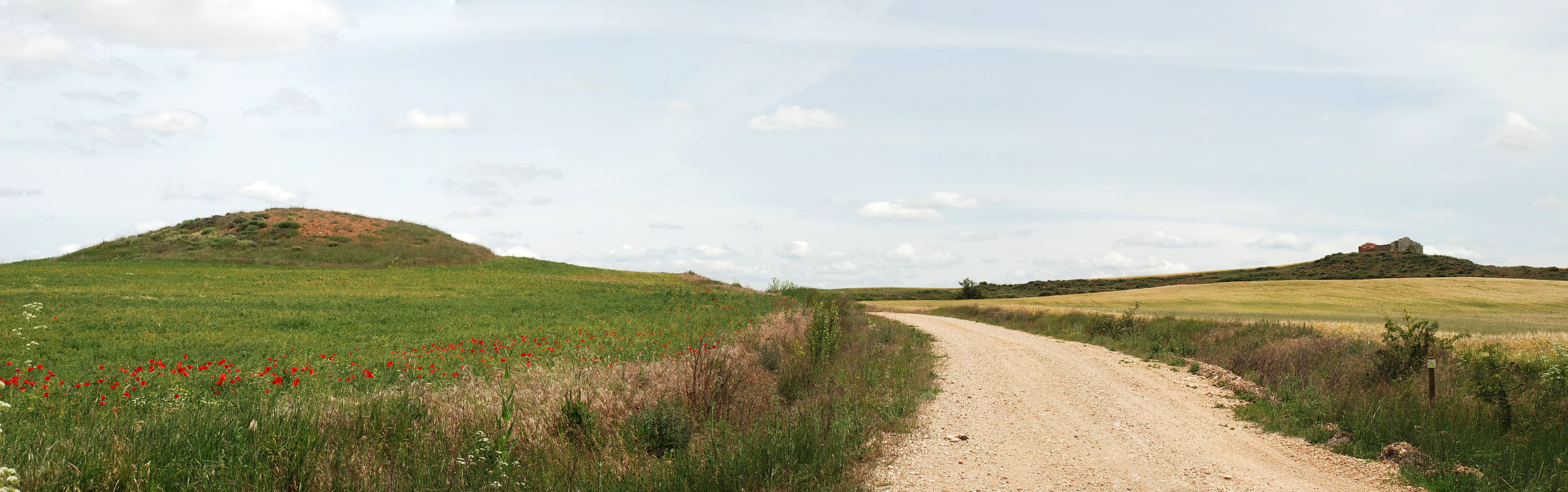
A la derecha la ermita de Castarruyo, a la izquierda montículo sobre el que pudiera haberse erigido la torre.
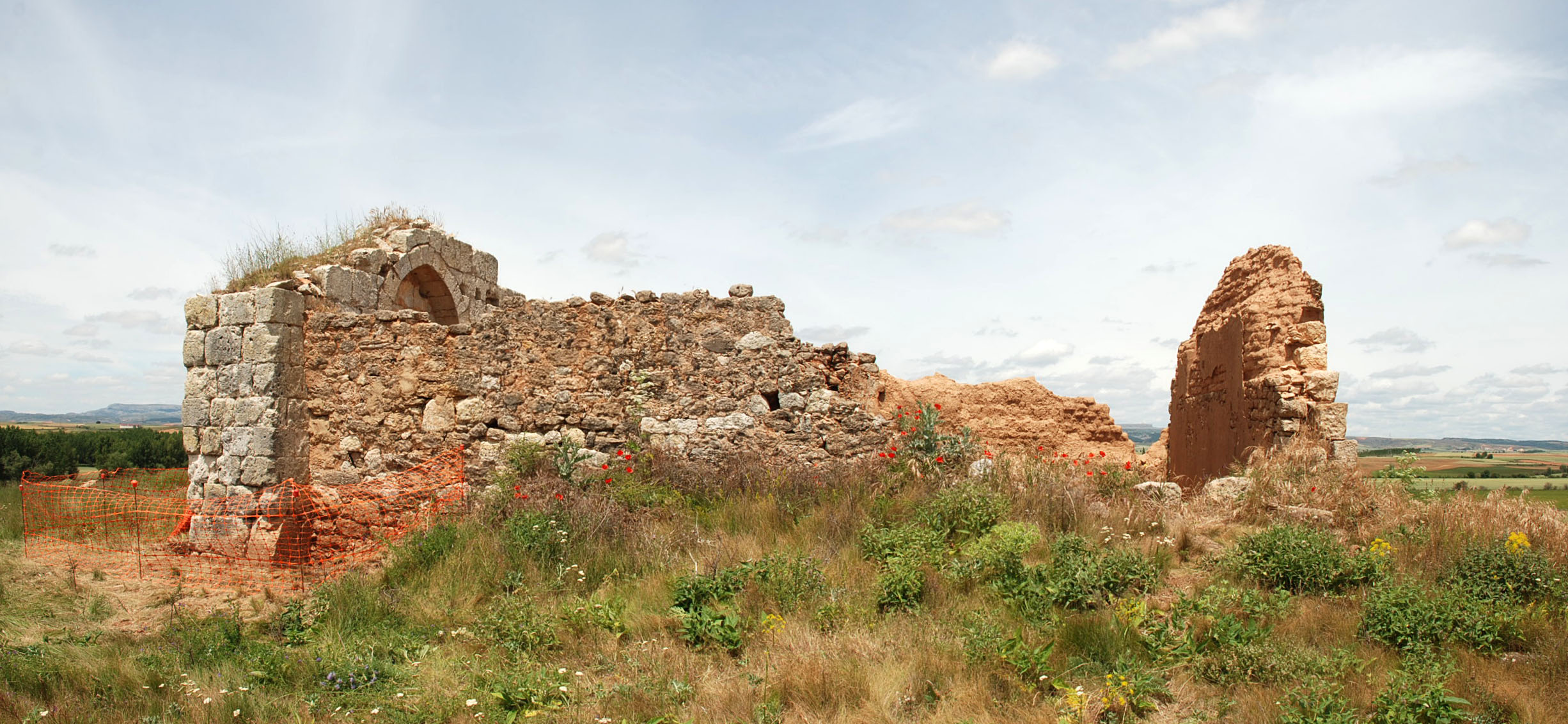
Vista de la fachada sur antes de la recuperación.

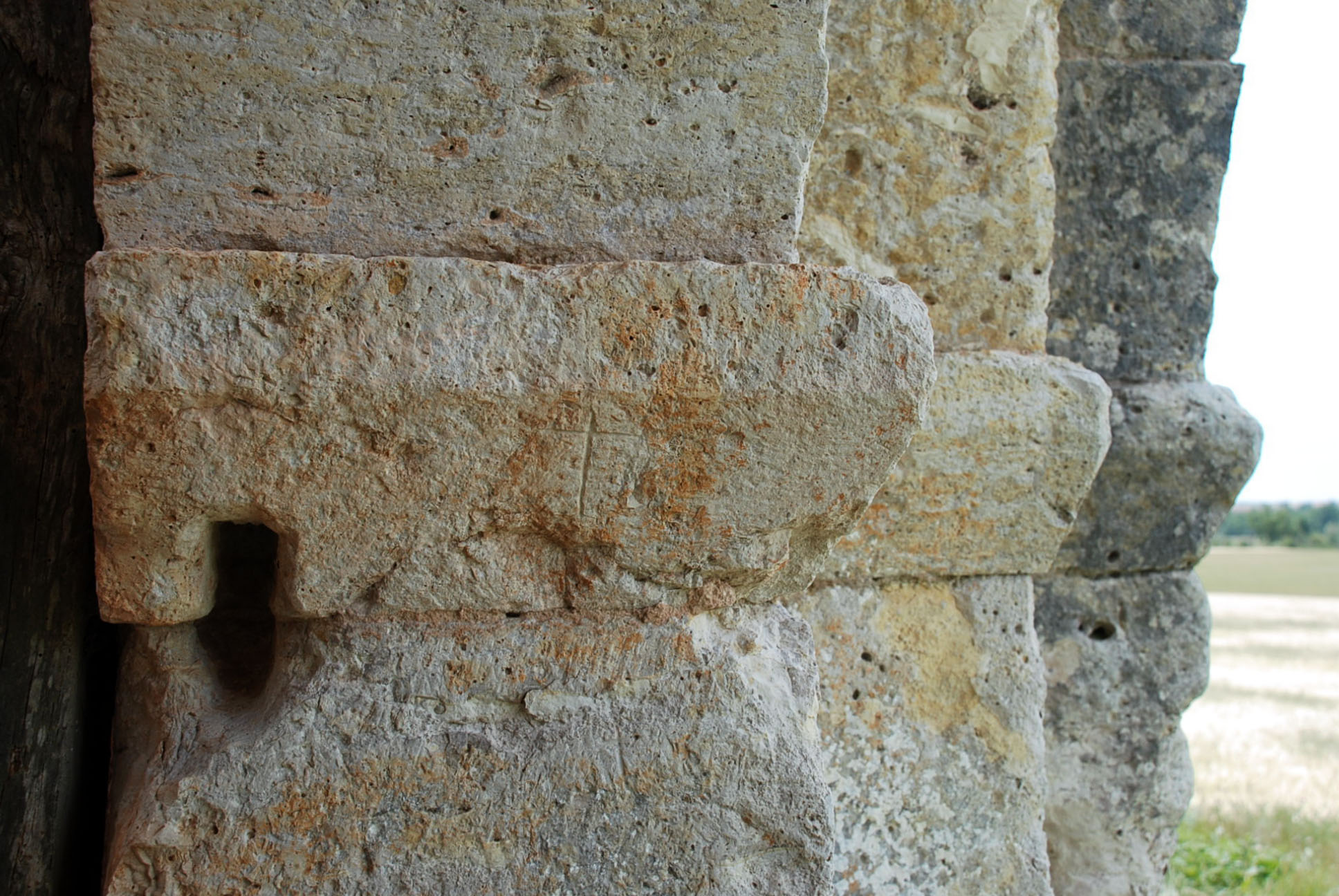
Cimacios correspondientes a la entrada. Nótese la cruz grabada.
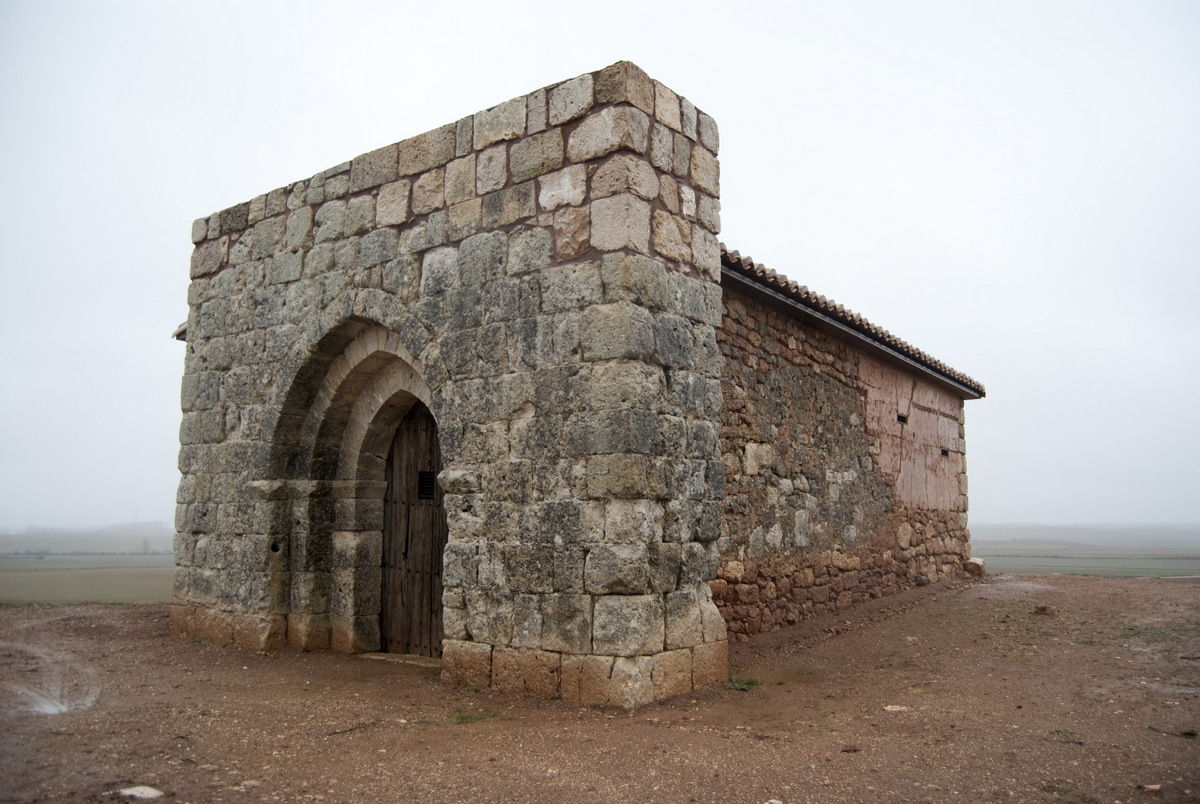
Tras su recuperación arquitectónica en 2012.
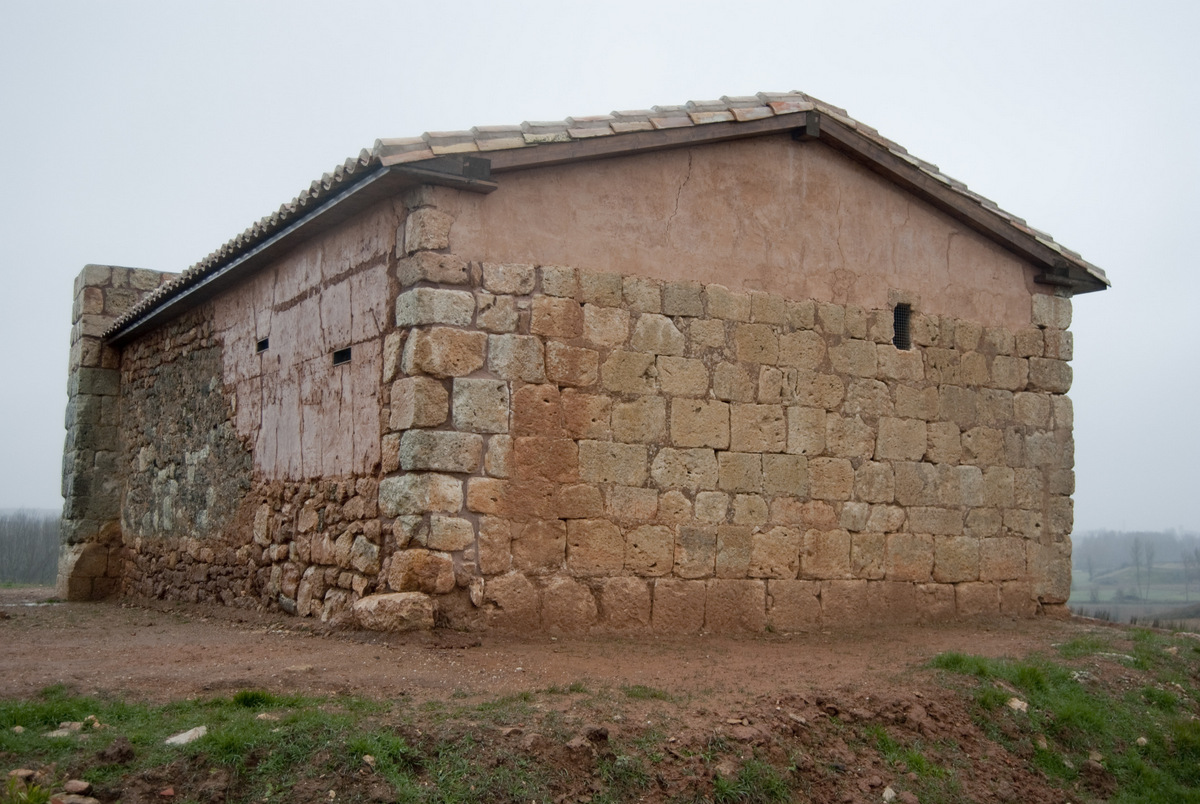
Fachada este.
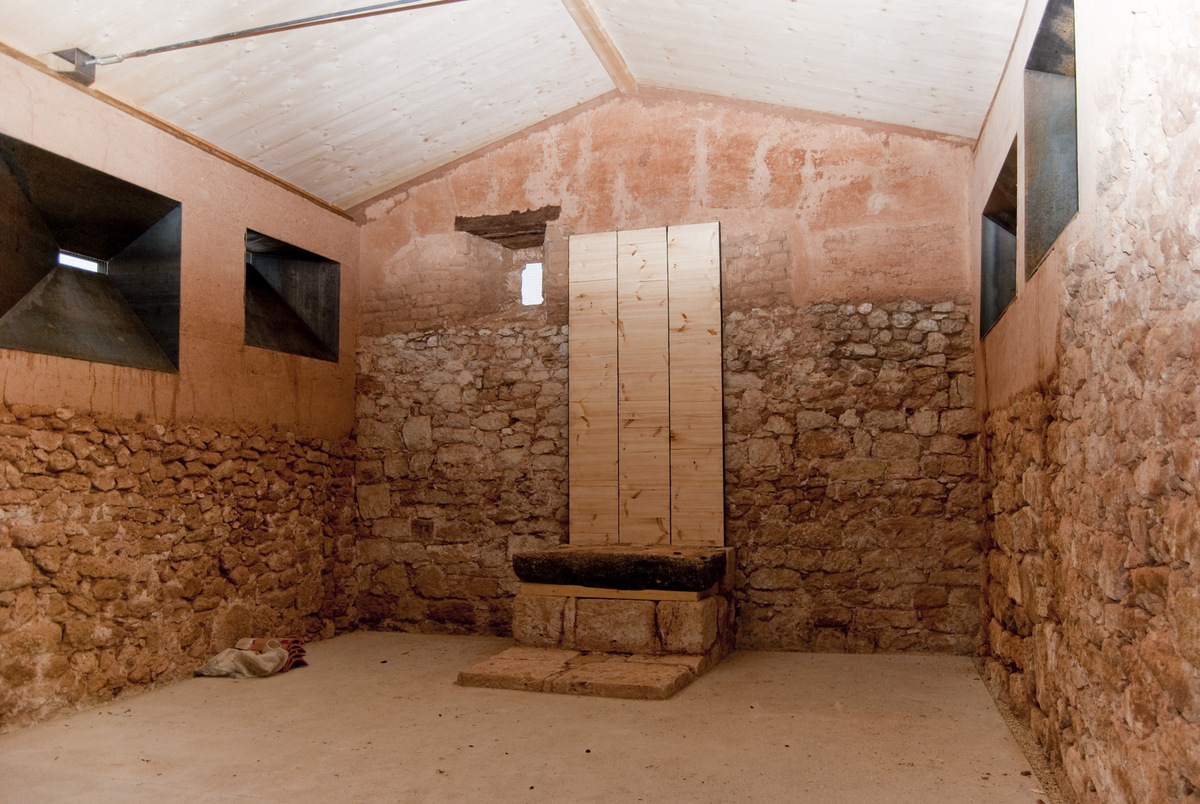
Interior.